# Otterfing
Otterfing este o comună din landul Bavaria, Germania.